# 2455 Somville
2455 Somville eller 1950 TO4 är en asteroid i huvudbältet, som upptäcktes den 5 oktober 1950 av den belgiske astronomen Sylvain Arend i Uccle. Den har fått sitt namn efter belgaren Oscar Somville.
Asteroiden har en diameter på ungefär 16 kilometer.